# Mads Kaalund
Mads Kaalund (født 16. august 1996) er en dansk fodboldspiller som spiller for Hvidovre IF som Midtbane.
Mads Kaalund kom til Silkeborg IF fra Nykøbing FC i sommeren 2019, hvor SIF netop var rykket op i Superligaen. Aftalen med den teknisk dygtige centrale midtbanespiller fra sydhavsøerne blev indgået allerede et halvt år tidligere.